# Oreopanax brunneus
Oreopanax brunneus är en araliaväxtart som beskrevs av Joseph Decaisne, Jules Émile Planchon och Hermann Harms. Oreopanax brunneus ingår i släktet Oreopanax och familjen Araliaceae. Inga underarter finns listade.